# Laguna de Tirez
La Laguna de Tirez es una laguna esteparia situada al sur en el término municipal de Villacañas (Toledo, España). Pertenece a la cuenca hidrográfica del río Guadiana, subcuenca del río Riánsares. El paisaje mediterráneo de la zona es de gran belleza, pues se observa un mosaico de cultivos fragmentados por pequeños retazos de vegetación esteparia en zonas de relieve más accidentado.

## Datos
Es una laguna esteparia, somera, de menos de 1 m de profundidad en función de la época del año, ubicada a una altitud de 650 m s. n. m. Es de tipo temporal, con aguas hipersalinas, situada en un humedal de tipo mixto tectónico y por disolución de yesos. Pertenece al complejo de humedales de la Mancha húmeda.
Las aguas son de tipo clorurado sódico, hipertróficas, con altas concentraciones de nutrientes inorgánicos, de pigmentos fotosintéticos y baja transparencia del agua. A pesar de no observarse actualmente aportaciones de contaminantes más que los procedentes del abrevado del ganado, probablemente la cantidad de nutrientes presentes proviene de época anteriores. La composición hidroquímica es de un tipo muy escaso en el continente europeo, por ello de gran interés. 
Las comunidades planctónicas son típicas de ambientes someros temporales hipersalinos, muy interesante por la presencia de ostrácodos.
Desde el siglo XII se extraía salitre de sus aguas para la fabricación de pólvora.